# Life Support (álbum de Madison Beer)
Life Support es el álbum de estudio debut de la cantante estadounidense Madison Beer, se lanzó por Epic Records el 26 de febrero de 2021.

## Antecedentes
Después del lanzamiento de su EP debut As She Pleases, comenzó a trabajar en un proyecto de álbum en agosto de 2018. El 9 de noviembre de 2018, lanzó «Hurts Like Hell» como el sencillo principal de su álbum de estudio debut aun sin título. Después del lanzamiento del sencillo, reveló que el álbum se lanzaría en algún momento en 2019. «Hurts Like Hell» fue luego eliminado de la lista de canciones del álbum y «Dear Society» quien lo reemplazó como el sencillo principal del álbum, fue lanzado el 17 de mayo de 2019. En agosto de 2019, se filtró el título del álbum Life Support. Poco después de eso, anunció que había firmado con Epic Records y que planeaba lanzar nueva música pronto. «Dear Society» se eliminó más tarde de la lista de canciones del álbum. El 12 de febrero de 2020, Beer reveló la portada del álbum. Sobre su nuevo proyecto, la cantante comentó: «Con mi álbum, me prometí a mí misma que este sería mi momento para ser honesta y sincera. Finalmente pude contar mi historia de la forma en que quería contarla y tocar cosas como medicamentos que son perjudiciales para los adultos jóvenes que me pusieron, y cosas reales de las que nunca he podido hablar.».

## Música y letras
«Good in Goodbye» es un himno pegadizo de ruptura con una melodía oscura que según Beer trata de «cortar los lazos con una persona tóxica, no importa cuán duro pueda sentirse en ese momento, a veces es el único camino a seguir». «Selfish» es una balada con un ritmo lento pop que tiene un "simplificada" producción que hace hincapié en la voz de Beer. Líricamente, la canción trata sobre relaciones tóxicas. «Stained Glass» es una balada desalentadora sobre el escrutinio público y las luchas de Beer con la salud mental. La producción de la canción comienza con un solo de piano antes de agregar batería en el coro y la interpretación vocal de Beer fue descrita como «inquietante y hermosa».

## Sencillos
«Good in Goodbye» se lanzó como el sencillo principal el 31 de enero de 2020. El tema alcanzó la posición 15 en la lista Hot singles de Nueva Zelanda y se lanzó en la radio contemporary hit radio en Italia el 3 de abril de 2020. El tema recibió un video musical que acompañó el lanzamiento de la canción. «Selfish» se estrenó como segundo sencillo el 14 de febrero de 2020 2020. Alcanzó el lugar 19 en la lista de Billboard US Bubbling Under Hot 100 singles. Se lanzó en las radios de Estados Unidos el 19 de mayo de 2020.

### Sencillos promocionales
«Stained Glass» se estrenó el 3 de abril de 2020, como el primer sencillo promocional del álbum.

## Lista de canciones
| N.º | Título                                                         | Escritor(es)                                                                                | Duración |  |
| 1.  | «The Beginning»                                                | Madison Beer y Leroy Clampitt                                                               | 0:58     |  |
| 2.  | «Good in Goodbye» (additional production from One Love)        | Beer, Elizabeth Lowell Boland, Isaiah Libeau, Clampitt, Jeremy Dussolliet y Timothy Sommers | 2:22     |  |
| 3.  | «Default»                                                      | Beer, Rachel Keen y Clampitt                                                                | 1:57     |  |
| 4.  | «Follow the White Rabbit»                                      | Beer, Keen y Clampitt                                                                       | 3:00     |  |
| 5.  | «Effortlessly»                                                 | Beer, Boland, Clampitt y Paul Shelton                                                       | 2:49     |  |
| 6.  | «Stay Numb and Carry On» (additional production from One Love) | Beer, Clampitt, Dussolliet y Sommers                                                        | 2:44     |  |
| 7.  | «Blue»                                                         | Beer, Boland y Clampitt                                                                     | 3:50     |  |
| 8.  | «Interlude»                                                    | Beer, Boland y Clampitt                                                                     | 1:50     |  |
| 9.  | «Homesick»                                                     | Beer, Boland, Dussolliet y Sommers                                                          | 3:47     |  |
| 10. | «Selfish»                                                      | Beer, Boland, Jaramye Daniels, Dussolliet, Clampitt y Sommers                               | 3:43     |  |
| 11. | «Sour Times»                                                   | Beer, Boland, Clampitt, Dussolliet y Sommers                                                | 2:45     |  |
| 12. | «Boyshit»                                                      | Beer, Taylor Upsahl, Jake Banfield, Clampitt y Pete Nappi                                   | 2:40     |  |
| 13. | «Baby» (additional production from One Love)                   | Beer, Boland, Dussolliet, Clampitt y Sommers                                                | 3:28     |  |
| 14. | «Stained Glass» (additional production from One Love)          | Beer, Dussolliet, Clampitt y Sommers                                                        | 3:28     |  |
| 15. | «Emotional Bruises» (additional production from 1993)          | Beer, Boland, E. Kidd Bogart, Larus Arnarson y Clampitt                                     | 3:01     |  |
| 16. | «Everything Happens for a Reason»                              | Beer y Clampitt                                                                             | 2:26     |  |
| 17. | «Channel Surfing / the End»                                    | Beer, Boland, Clampitt, Shelton, Dussolliet y Sommers                                       | 1:44     |  |

## Créditos y personal

### Músicos
- Madison Beer – voz (todos los temas), coros (1)
- Elizabeth Lowell Boland – coros (1)
- Leroy Clampitt – bajo, teclados (1–2), batería (1–3), guitarra (1, 3)
- One Love – bajo, batería, teclados (1)
- Kinga Bacik – cello (2)

### Técnicos
- Madison Beer – producción, producción ejecutiva (1–3)
- Leroy Clampitt – producción, producción ejecutiva, producción vocal, programación (1–3), grabación (2)
- One Love – producción (1, 3), programación (1)
- Oscar Scivier – producción ejecutiva (1–3)
- Smoke – mezcla, programación (1)
- Mitch McCarthy – mezcla (1–3)
- Chris Gehringer – masterización (1–3)

### Administración
- Amber Park – dirección creativa, diseño
- Amber Asaly – fotografía
- Isabella Pettinato Santos – asistente